# Buritizal
Buritizal est une municipalité brésilienne de l'État de São Paulo et la Microrégion d'Ituverava.

## Démographie
| Évolution de la population (municipalité) | Évolution de la population (municipalité) | Évolution de la population (municipalité) | Évolution de la population (municipalité) |
| Année                                     | Population                                |                                           | %±                                        |
| ----------------------------------------- | ----------------------------------------- | ----------------------------------------- | ----------------------------------------- |
| 1960                                      | 3 993                                     |                                           | —                                         |
| 1970                                      | 5 569                                     |                                           | 39,5%                                     |
| 1980                                      | 3 868                                     |                                           | −30,5%                                    |
| 1991                                      | 3 797                                     |                                           | −1,8%                                     |
| 2000                                      | 3 674                                     |                                           | −3,2%                                     |
| 2010                                      | 4 053                                     |                                           | 10,3%                                     |
| 2022                                      | 4 356                                     |                                           | 7,5%                                      |
| ,                                         |                                           |                                           |                                           |